# Biser (časopis)
Biser, bosanskohercegovački časopis, koji je izlazio u Mostaru. Pokrenuo ga je Muhamed Bekir Kalajdžić.

## Povijest
Biser je osnovan je osnovan u Mostaru i djelovao je od 1912. do 1914. godine. Ponovo je obnovljen 1918. ali nije uspio opstati na tržistu. 
Prvoga lipnja 1912. godine izašao je prvi broj Bisera, lista za širenje prosvjete među muslimanima u Bosni i Hercegovini. Program časopisa Biser bio je da muslimanski svijet "postepeno" diže "kulturnom i prosvjetnom napretku" i izvuče "iz onog mrtvila u kome se je nalazio". 
Biser je donosio tekstove poučno zabavnog obilježa, pripovijetke iz svakodnevnog života, prijevode iz turske i arapske književnosti, objavljivao narodne umotvorine i rasprave koje se odnose na islam i životna pitanja. Biser je obavještavao čitaoce o raznim događajima širom svijeta, ali uporno ograđujući se od politike. Biser je apostrofirao potrebe, po mišljenju uredništva, od značaja za narod: "duševno prosvjetljenje i usavršenje...u čisto islamskom duhu". 
Od osmog broja 1913. godine Musa Ćazim Ćatić postaje urednik časopisa, najavljujući da će Biser i dalje imati poučno-zabavno obilježje.

## Vanjske poveznice
- Muslimansko buđenje iz mrtvila 1911.: Muslimanska biblioteka Muhameda Bekira Kalajdžića